# گریس مک‌کنزی
گریس مک‌کنزی (انگلیسی: Grace McKenzie; ۸ ژوئیهٔ ۱۹۰۳ – ۱ اوت ۱۹۸۸) شناگر زن اهل بریتانیا بود.